# Pyecombe
Pyecombe är en civil parish i Storbritannien.   Den ligger i grevskapet West Sussex och riksdelen England, i den södra delen av landet, 70 km söder om huvudstaden London. Antalet invånare är 200. Arean är 8,9 kvadratkilometer.
Terrängen i Pyecombe är platt.